# John Dunstable
John Dunstable, també anomenat Dunstaple o Dunstapell, (ca. 1390 - Londres, 24 de desembre de 1453) fou un important compositor anglès de la primera meitat del segle xv. La seva figura fou molt important tant pels seus contemporanis com pels seus successors, ja que va compondre en tots els gèneres polifònics. A part de ser músic, també va exercir les activitats de matemàtic i astrònom.

## Biografia
No tenim una data exacta del seu naixement, però les seves primeres obres estan situades entre els anys 1410 i 1420. Això fa pensar que probablement el seu any de naixement va ser el 1390. En canvi, trobem un epitafi a l'església de Sant Esteve de Walbrook a Londres que ens indica la data de la seva mort, l'any 1453. A més, l'epitafi d'aquesta església l'anomena com «el príncep de la música». L'autor d'aquest epitafi probablement va ser l'abat del monestir de Sant Albans, anomenat Joan de Wheathampstead. També va escriure un segon epitafi que recollia informació sobre la figura del compositor. És dins aquests epitafis que sabem que també va exercir de matemàtic i astrònom. Probablement es va casar i no va tenir relació amb el món clerical.
Hi ha diversos documents i manuscrits que ens parlen sobre John Dunstable i que ens informen que va estar al servei de diverses persones durant la seva vida. El primer document el trobem en un fascicle d'un manuscrit d'astronomia. En aquest document hi ha una petita anotació en llatí que diu 'Iste libellus pertinebat Johanni Dunstaple [? Cum o quondam] duci Bedfordie musico'. Això significa que Dunstable estava al servei del duc de Bedford. Això ho sabem també per unes concessions de terres a Normandia, de les antigues terres de Bedford. Probablement, va acompanyar al duc de Bedford durant la seva regència a França des de l'any 1422. Però els seus serveis amb el duc acaben l'any 1427, ja que a partir d'aquell any va començar a fer feina per la reina d'Anglaterra, Joana de Navarra. Aquesta li efectuava pagaments pels seus serveis i els registres d'imposts de l'any 1436 reflecteixen que Dunstable rebia ingressos de propietats en Cambridgeshire, Essex i Londres. A més, cada any la reina li feia un pagament i algun regal. A partir de l'any 1437, després de la mort de la reina, va servir al duc Humphrey de Gloucester. Hi ha un document de l'any 1438 que explica que Dunstable estava al servei de la família Gloucester. Estant al servei d'aquesta família va tenir una estreta relació amb l'església de Sant Esteve de Walbrook, per això quan va morir va ser enterrat allà.

## Influència
Alguns personatges de l'època, com per exemple Martin le Franc parlen sobre Dunstable. Martin le Franc explica en un dels seus escrits que Dunstable va ser un dels grans exponents d'un nou estil anglès de música. També explica que fou un gran impulsor, creador d'una nova era musical i músic de referència juntament amb Dufay i Binchois. Altres personatges, com per exemple Tinctoris també l'anomenen en els seus escrits i explica que compositors com Ockeghem i Regis varen rebre influència de Dunstable. Hi ha un personatge anomenat Gaffurius, que en el seu llibre Practica musica escrit en el 1496 explica que el tenor del Veni Sancte Spiritus de Dunstable és molt interessant per les seves notes.
A Dunstable se li varen atribuir totes les innovacions de l'escola anglesa de música, quan no només havia estat ell el que havia creat coses noves. Això ve d'un error d'interpretació de Tinctoris per part de Sebald Heyden, l'any 1540. Heyden es pensava que la polifonia ben feta només tenia cent anys d'antiguitat, perquè a l'hora de traduir Tinctoris havia vist que aquest es referia a Dunstable com «primus inter pares». Per això va atribuir la invenció de la polifonia a Dunstable.

## Obra
Molta obra de Dunstable està recopilada en manuscrits alemanys i italians. Aquests manuscrits es troben a diferents ciutats, com per exemple un que es troba a Modena (MOe: 32) i un que es troba a Bolonya (Bc:6;Bu:2216). Després hi ha petits manuscrits per Europa que contenen fragments de música els quals es refereixen a ells com «de Anglia», perquè provenen d'Anglaterra. Això vol dir que és més que probable que alguns fragments d'aquests siguin de Dunstable. Un dels problemes d'això és que és difícil distingir quines composicions són de Dunstable i quines són de Leonel Power. Va haver-hi un moment que els teòrics pensaven que eren la mateixa persona, però posteriorment aquesta idea es va descartar.
Dunstable va escriure uns 12 motets isorrítmics. El seu motet més conegut és un a quatre veus que combina l'himne Veni creator spiritus amb la seqüència Veni Sancte Spiritus. També va escriure composicions per a la missa com per exemple Mass Rex Seculorum. Compon peces sobre cant pla i també cançons profanes. Però les obres que més importància tenen i les que són més importants són les seves peces sacres a tres veus. També sabem que té algun cànon i composicions de les parts ordinàries de la missa. Probablement, també va escriure alguna nadala, ja que les nadales d'aquella època normalment són anònimes i això fa que pensar que alguna d'elles fou escrita per Dunstable.
A continuació un parell d'exemples de la seva obra més concrets:

### Cicles de misses
- Gloria i Credo a 3 veus de forma isorrítmica.
- Kyrie, Gloria, Credo, Sanctus, Agnus Dei a 3 veus que s'atribueixen a Dunstable però probablement són de Leonel Power.

### Motets isorrítmics
- Veni Sancte Spiritus et emitte/Veni Sancte Spiritus et infunde/Veni Creator Spiritus/Mentes tuorum que prové del "veni creator".
- Salve schema sanctitatis/Salve salus servulorum/Cantant celi agmina dedicat a Santa Catalina.

### Peces profanes
- Je languis en piteux martire és una balada.
- Puisque m’amour és un rondó.

## Estil
En les seves composicions hi ha un gran interès per les 3es, les 5es i les 6es. Això és molt característic de l'escola anglesa. En algunes de les seves composicions, el tenor és el que du el cantus firmus, que és la base per les veus superiors. Per fer l'isorrítmia utilitza un tenor que prové del cant pla que damunt seu té tres o quatre veus. També podem trobar un contratenor, que sol ser més agut en tessitura i més rítmicament actiu. A vegades, abans de realitzar l'isorrítmia fa una petita introducció o publicació. Els motets normalment tenen tres seccions amb una reducció del tenor en la relació 3:2:1 o 6:4:3 i cada una subdividida en dues o tres taleae. En els motets, en els duets entre les veus superiors normalment s'evita el moviment paral·lel. Les composicions que tenen com a base el cant pla però no són isorrítmiques es caracteritzen pel fet que el cant pla pot estar en qualsevol de les veus. A més, si està en una de les veus superiors probablement estarà més adornat, com és el cas de l'Ave Regina Celorum. A més, en algunes composicions utilitza una tècnica anomenada paràfrasi, que consisteix a posar ritme a una melodia i ornamentar-la amb notes d'adorn al voltant del cant pla. També és molt característic de Dunstable no trobar dos compassos seguits amb el mateix ritme i que les melodies es moguin per graus conjunts o per terceres. Les dissonàncies les fa servir amb molt de compte, especialment aquelles que tenen relació amb el tenor. A més, les seccions de solista i les de cor normalment es contrasten mitjançant la utilització de valors de notes més ràpids i un ritme harmònic diferent.
Hi ha algunes composicions seves que tenen una gran importància en la declamació, on hi ha un gran protagonisme de l'accentuació ben feta i les síl·labes cauen en el mateix lloc. Un exemple d'obra que segueix aquest mètode és Quam Pulchra es. Moltes vegades el que feia era utilitzar una línia declamatòria al final utilitzant moltes notes repetides que habitualment eren sil·làbiques amb els missatges de text.
Hi ha algunes composicions seves que no es basen en una melodia preexistent. Aquestes composicions es caracteritzen per ser semblants en caràcter i molt iguals en importància.